# 1048 w literaturze
Wydarzenia literackie w 1048 roku.

## Urodzili się
- Mo'ezzi, perski poeta (zm. 1125)
- Omar Chajjam, perski matematyk i poeta (zm. 1131)
- Sheikh Ahmad-e Jami, perski poeta (zm. 1141)
- Li Zhiyi, chiński poeta (zm. ok. 1117)

## Zmarli
- Cenn Fáelad Ua Cúill, irlandzki poeta (rok narodzin nieznany)
- Wipo, francuski pisarz i kronikarz (ur. ok. 995)